# Hierro (série de televisão)
Hierro é um série de televisão franco-espanhola de drama e mistério, criado por Pepe Coira. A primeira temporada foi lançada na Movistar+ em 7 de junho de 2019. A segunda e última temporada da série foi ao ar de 19 de fevereiro a 19 de março de 2021.

## Elenco
- Candela Peña como Candela Montes
- Darío Grandinetti como Antonio Díaz
- Tania Santana como Idaira
- Kimberley Tell como Pilar
- Saulo Trujillo como Daniel
- Yaiza Guimaré como Elvira
- Luifer Rodríguez como Bernardo
- Ángel Casanova como Nicolás
- Marga Arnau como Ángela
- Maykol Hernández como Braulio

### Primeira temporada
- Juan Carlos Vellido como Sargento Alejandro Morata
- Mónica López como Reyes
- Isaac B. Dos Santos como Yeray
- Cristóbal Pinto como Tomás
- Mari Carmen Sánchez como Asunción
- Antonia San Juan como Samir

### Segunda temporada
- Matias Varela como Gaspar Cabrera
- Aroha Hafez como Lucía Dueñas
- Ciro Miró como Alfredo Dueñas
- Naira Lleó como Ágata Varela Dueñas
- Helena Sempere como Dácil Varela Dueñas
- Enrique Alcides como Fadi Najjar
- Iris Díaz como Cruz
- Aina Clotet como Tamara Arias
- Celia Castro como Clara Corcuera
- Antonio Durán "Morris" como Sicario

## Episódios
| Season | Season | Episódios | Episódios | Originalmente lançado   | Originalmente lançado |
| Season | Season | Episódios | Episódios | Estreia da temporada    | Final da temporada    |
| ------ | ------ | --------- | --------- | ----------------------- | --------------------- |
|        | 1      | 8         | 8         | 7 de junho de 2019      | 7 de junho de 2019    |
|        | 2      | 6         | 6         | 19 de fevereiro de 2021 | 19 de março de 2021   |

## Produção
A série é uma co-produção da Movistar+, ARTE France, Portocabo e Atlantique Productions.